# II Liceum Ogólnokształcące im. Generałowej Zamoyskiej i Heleny Modrzejewskiej w Poznaniu

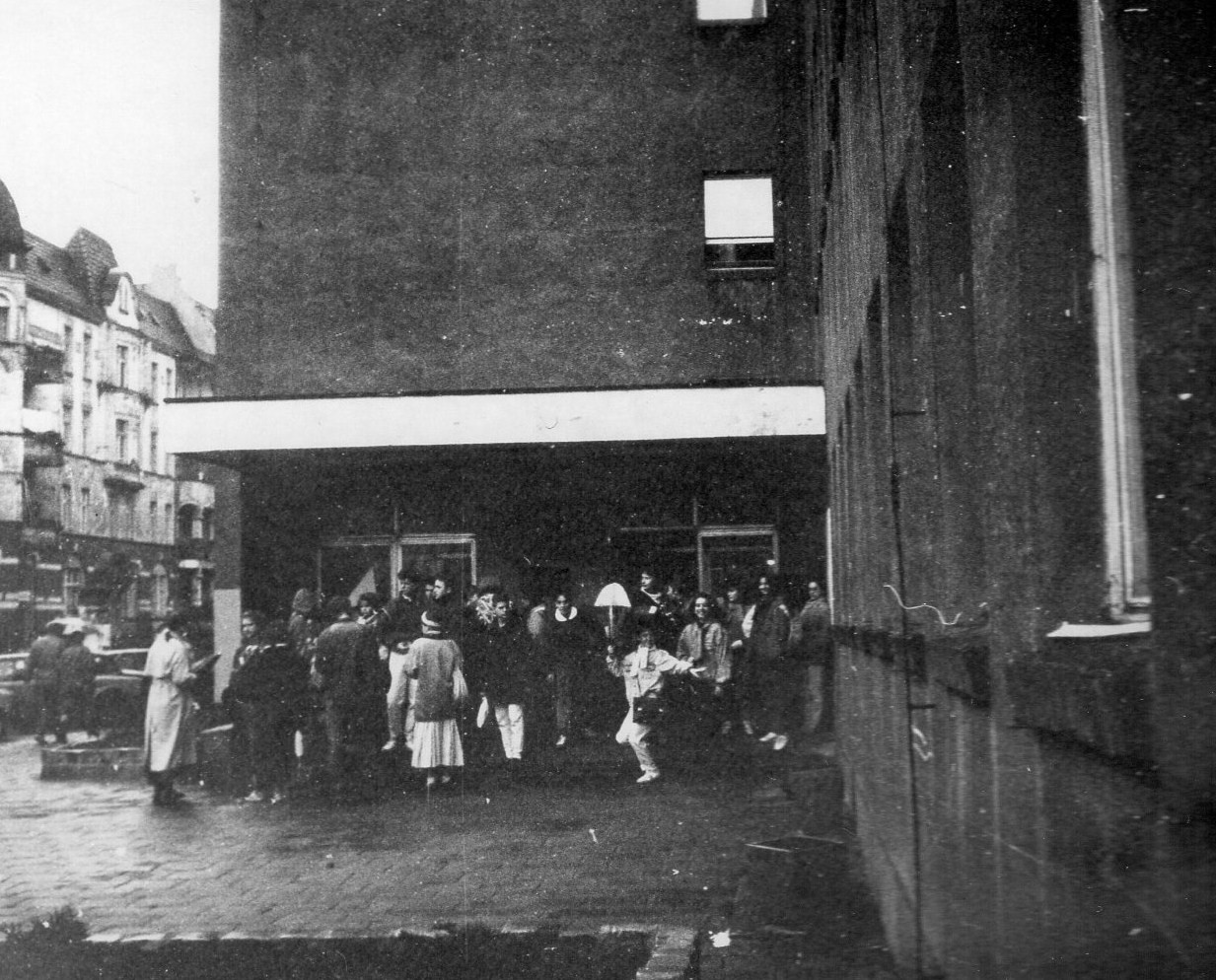
II Liceum Ogólnokształcące (1989)

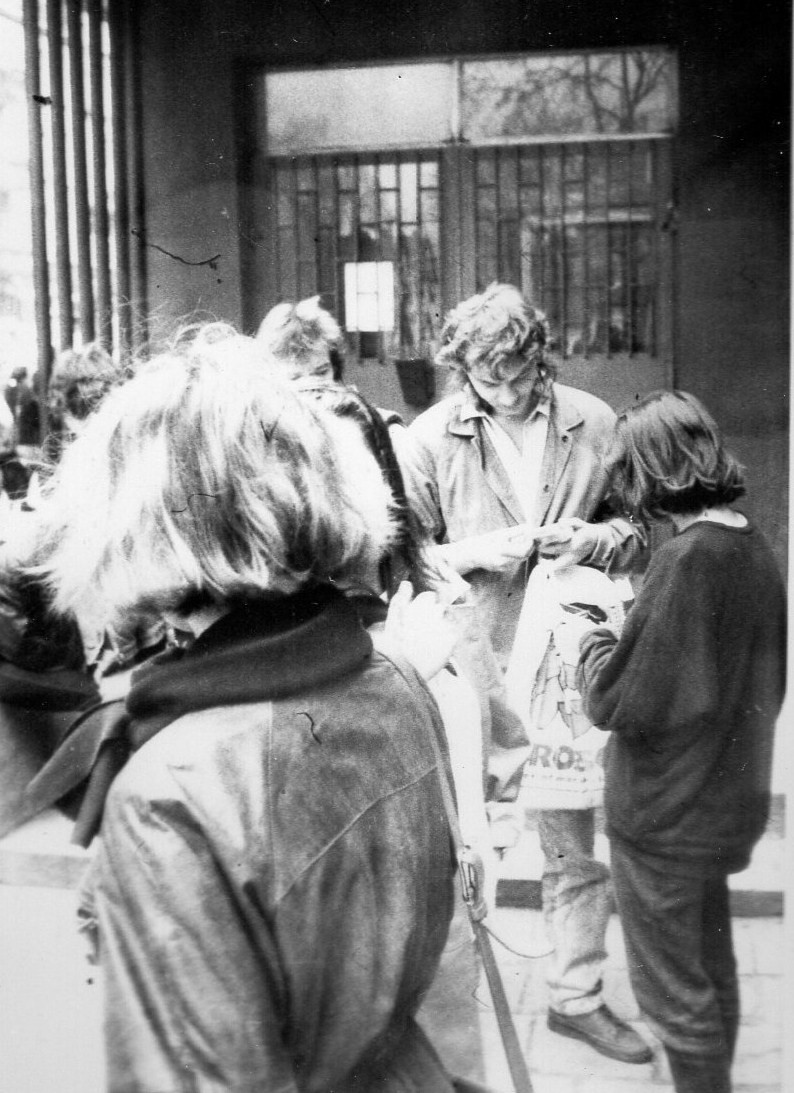
Codzienny gwar przed II LO (1991)

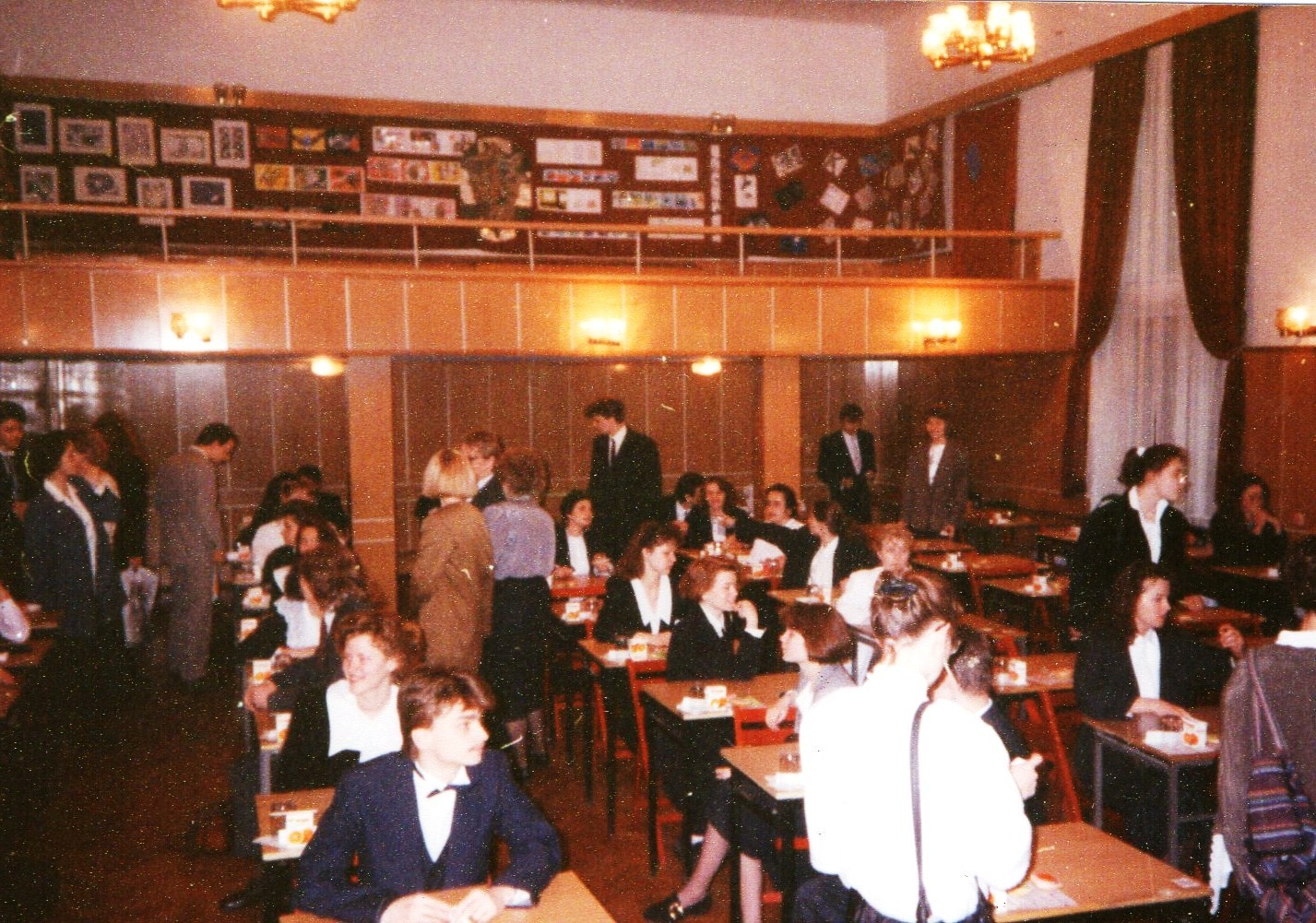
Matura w II LO w 1991 roku

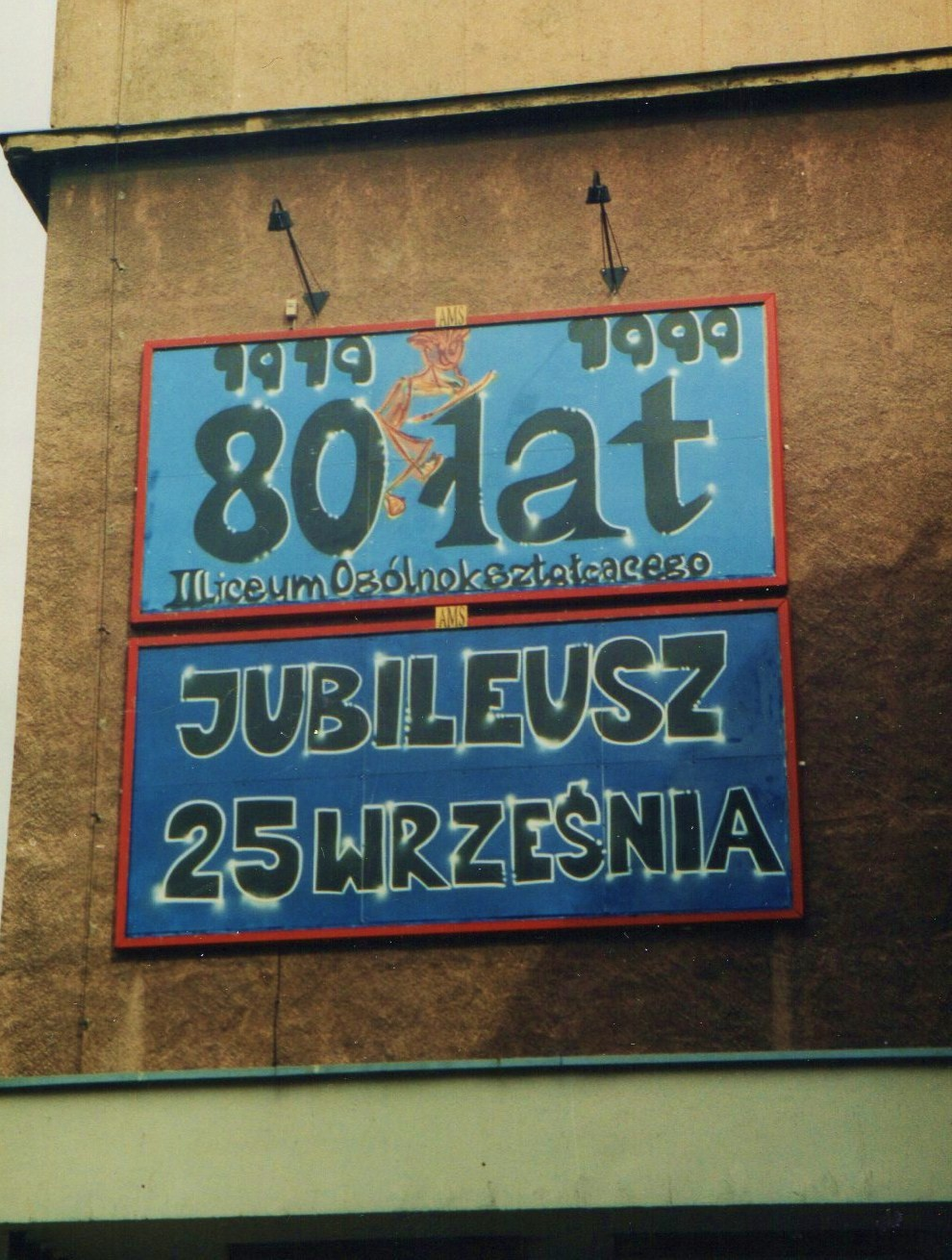
80-lecie szkoły w 1999

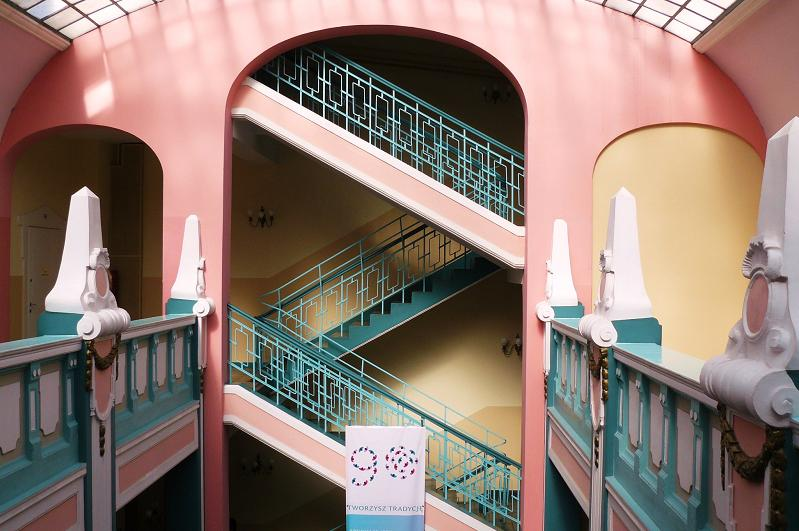
Główny hol (stary budynek)

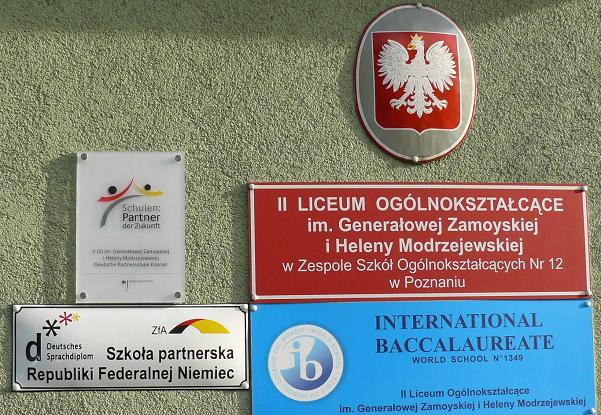
Tablica II Liceum

II Liceum Ogólnokształcące im. Generałowej Zamoyskiej i Heleny Modrzejewskiej – jedna z najstarszych poznańskich żeńskich (obecnie koedukacyjna) szkół średnich, popularnie zwana Dwójką.

## Historia

### 1919 – 1945
Powstało w 1919 jako „Państwowe Liceum Żeńskie na Łazarzu” przy ulicy Matejki 56. Rok później szkołę przeniesiono do budynku przy ulicy Matejki 8, gdzie mieści się do dziś. 6 marca 1929 przyjęło nazwę „Państwowe Gimnazjum i Liceum im. Generałowej Zamoyskiej”. Zmienił się wówczas profil placówki: klasy licealne i gimnazjalne realne zastąpiły klasy humanistyczne.
1 września 1939 szkoła zawiesiła działalność, budynek zarekwirowała policja i umożliwiła działalność gimnazjum niemieckiemu. Rozproszone grono pedagogiczne kształciło nadal młodzież na tajnych kompletach. Wiele ówczesnych uczennic wywieziono na roboty przymusowe lub do obozów koncentracyjnych, część z nich walczyła m.in. w powstaniu warszawskim. Przy końcu wojny wojsko dokonało wielkiej dewastacji pomocy naukowych.

### Po 1945
12 marca 1945 szkoła zainaugurowała rok szkolny. Wówczas to woźny Wincenty Szeszuła przekazał nowej dyrekcji przedwojenny sztandar, który ukrywał i chronił przez okres okupacji. Pierwsze egzaminy wstępne odbyły się 27 marca 1945 o godzinie 9.00. W 1950 szkoła ponownie zmieniła nazwę, tym razem na „Państwowa Szkoła Ogólnokształcąca Stopnia Licealnego Numer 2”. Kolejnym dyrektorom udało się ustrzec młodzież przed różnymi formami indoktrynacji.
Po 1956 wraz z objęciem kierownictwa liceum przez Józefę Poćwiardowską nastąpił nowy etap w życiu szkoły: rozpoczęto rozbudowę gmachu, nadbudowując trzecie piętro, co pozwoliło zwiększyć liczbę klas i uczniów; pojawiła się nowa aula, która powstała z dawnej sali gimnastycznej oraz nowa sala gimnastyczna i szkolne podwórko. W 1961 powstał też uniwersytet dla rodziców, koncentrując swoją działalność na problematyce wychowawczej. Szkoła cieszyła się poważnym autorytetem i gwarantowała rzetelne przygotowanie do studiów.
Rozpoczęte dzieło rozwijał i umacniał od 1964 dyrektor Artur Ciemnoczołowski, za którego kadencji w 1966 szkoła przyjęła imię Heleny Modrzejewskiej. Wówczas to nastąpił wszechstronny rozkwit szkoły: młodzież udzielała się w życiu kulturalnym i artystycznym miasta, pogłębiała zainteresowania humanistyczne i współpracowała z uczelniami wyższymi. W 1967 liceum stało się koedukacyjne, a program nauki wzbogacono o przedmioty techniczne. W latach 1970–1972 dobudowano do szkoły hol wejściowy.
W okresie stanu wojennego społeczność szkoły była zaangażowana politycznie: organizowała ciche przerwy i kolportowała pisma drugiego obiegu (działała w tym zakresie opozycjonistka i nauczycielka historii, Irena Jegliczka).
Od 2 kwietnia 1993 nawiązując do tradycji szkoła ma dwie patronki i nosi nazwę: II Liceum Ogólnokształcące im. Generałowej Zamoyskiej i Heleny Modrzejewskiej.
Po ostatniej reformie szkoła funkcjonuje jako Zespół Szkół Ogólnokształcących, na które składa się liceum ogólnokształcące oraz liceum dla dorosłych.
W 2017, w 2019, w 2021 oraz 2022 roku II LO w Poznaniu według rankingu miesięcznika „Perspektywy” zostało uznane za najlepszą szkołę w Wielkopolsce, zajmując kolejno 31., 28., 25. i 26. miejsce w Polsce.

## Miejsce w rankingach
Miejsce w rankingu liceów sporządzanym przez portal WaszaEdukacja.pl
- 2017 - 1. miejsce w Poznaniu
- 2018 - 3. miejsce w Poznaniu
- 2019 - 1. miejsce w Poznaniu

Miejsce w rankingu poznańskich liceów sporządzanym przez Gazetę Wyborczą
- 2002 – 3. miejsce
- 2003 -
- 2004 – 5. miejsce
- 2005 – 5. miejsce
- 2006 – 5. miejsce
- 2007 – 2. miejsce
- 2008 – 4. miejsce
- 2009 – 3. miejsce
- 2010 – 2. miejsce
- 2011 – 1. miejsce
- 2012 -

Miejsce w rankingu miesięcznika „Perspektywy” 
- 2002 – 4. w Poznaniu
- 2003 – brak rankingu
- 2004 – 4. w Poznaniu, 150. w Polsce
- 2005 – 3. w Poznaniu, 89. w Polsce
- 2006 – 1. w Poznaniu, 28. w Polsce
- 2007 – 2. w Poznaniu, 56. w Polsce
- 2008 – brak rankingu
- 2009 – 4. w Poznaniu, 43. w Polsce
- 2010 – 2. w Poznaniu, 32. w Polsce
- 2011 – 1. w Poznaniu, 31. w Polsce
- 2012 – 3. w Poznaniu, 50. w Polsce
- 2013 – 1. w Poznaniu, 40. w Polsce
- 2014 – 3. w Poznaniu, 54. w Polsce
- 2015 – 2. w Poznaniu, 53. w Polsce
- 2016 – 2. w Poznaniu, 38. w Polsce
- 2017 – 1. w Poznaniu, 31. w Polsce
- 2018 – 2. w Poznaniu, 43. w Polsce
- 2019 – 1. w Poznaniu, 28. w Polsce
- 2020 – 3. w Poznaniu, 39. w Polsce
- 2021 – 1. w Poznaniu, 25. w Polsce
- 2022 – 1. w Poznaniu, 26. w Polsce

II Liceum Ogólnokształcące im. Generałowej Zamojskiej i Heleny Modrzejewskiej w Poznaniu jako druga szkoła w Polsce, a zarazem pierwsza publiczna jednostka oświatowa uzyskała 11 grudnia 2014 tytuł „Szkoła Przyjazna dla Sprawiedliwego Handlu”.

## Dyrektorzy
- 1919 – 1929 – Zofia Rzepecka
- 1929 – 1950 – Irena Hoppe
- 1950 – 1951 – Maria Frąckowiak
- 1951 – 1952 – Bronisława Szczurkiewicz
- 1952 – 1953 – Dionizy Przykucki
- 1954 – 1956 – Ludwika Wilczyńska
- 1956 – 1964 – Józefa Poćwiardowska
- 1964 – 1976 – Artur Ciemnoczołowski
- 1976 – 1980 – Jerzy Grześkowiak
- 1980 – 1982 – Stanisław Żyto
- 1982 – 1991 – Lech Mikołajczak
- 1991 – 1995 – Ewa Maria Librowska
- 1995 – 2005 – Helena Barbara Materny
- od 2005 – Małgorzata Dembska

## Absolwenci
- Piotr Bering – polski historyk i filolog klasyczny, profesor nauk humanistycznych
- Marcin Bosacki – dyplomata, ambasador RP w Kanadzie (2013–2016), senator X kadencji
- Katarzyna Dziubalska-Kołaczyk (matura 1979) – prof. zw. dr hab., anglistka, nauczycielka akademicka, dziekan Wydziału Anglistyki UAM w Poznaniu
- Magdalena Gałkowska – polska poetka
- Piotr Gąsowski (matura 1982) – aktor
- Tomasz Górski (matura 1992) – poseł na Sejm V i VI kadencji
- Urszula Jackowiak  (matura 1955) – profesor nauk prawnych
- Sławomir Kamiński (matura 1982) – muzyk i organista
- Maciej Karol Kubiak (matura 1985) – polski duchowny katolicki, redaktor naczelny Radia Emaus
- Zbigniew Kulak (matura 1972) – senator RP III, IV i V kadencji, ambasador RP w Mongolii (2005–2009)
- Grażyna Kulczyk – prawnik, miliarderka, przedsiębiorca oraz kolekcjoner dzieł sztuki
- Michał Laskowski − polski prawnik, sędzia Sądu Najwyższego, rzecznik prasowy SN
- Janina Lewandowska – córka Józefa Dowbora-Muśnickiego, lotnik, zamordowana w Katyniu
- Maria Micewicz-Zawartka (matura 1945) − lekarz pediatra, pedagog, autorka licznych prac naukowych, profesor
- Łukasz Mikuła[4] (matura 2000) − polski naukowiec i samorządowiec
- Nela Obarska – śpiewaczka i aktorka
- Mariusz Paplaczyk[5] (matura 1996) – adwokat, prezes zarządu głównego Zrzeszenia Prawników Polskich
- Regina Pawuła-Piwowarczyk – architekt
- Bożena Raszeja-Wanic – internista i hipertensjolog
- Maria Siemionow – chirurg i transplantolog
- Aniela Sławska – historyk sztuki
- Katarzyna Ueberhan – filozofka, działaczka społeczna i feministyczna, posłanka na Sejm IX kadencji
- Emilia Waśniowska (matura 1973) – poetka i polonistka
- Antoni Wójcik – fizyk, profesor nauk fizycznych, nauczyciel akademicki, dziekan Wydziału Fizyki UAM w Poznaniu

## Program partnerski
Szkoła jest partnerem programu niemieckiego rządu – Schulen: Partner der Zukunft.

## Śniadania w Dwójce
Szkoła od lat organizuje tzw. „Śniadania w Dwójce” – cykl spotkań uczniów ze znanymi osobistościami, takimi jak m.in.: Bronisław Komorowski, Lech Wałęsa, Hanna Suchocka, Tadeusz Mazowiecki, Leszek Balcerowicz, Waldemar Dąbrowski, Janina Ochojska, Maciej Musiał, Ryszard Grobelny, Stefan Jurga, Stanisław Lorenc, Wanda Błeńska, Marek Przybylski, Eleni, Emilia Waśniowska, Agnieszka Duczmal, Magdalena Stużyńska, Piotr Gąsowski, Wojciech Fibak, Małgorzata Ostrowska, Reinhard Schweppe, Halina Szpilman, José María Bakero, Krzysztof Zanussi, Michał Grudziński, Jan Kanty Pawluśkiewicz, Leszek Aleksander Moczulski, Sebastian Karpiel-Bułecka, Maciej Zakościelny, Justyna Steczkowska, Janek Mela, Zenon Laskowik, Grzegorz Ganowicz, Rüdiger Freiherr von Fritsch, Krzysztof Materna, Marcin Libicki, drużyna Lecha Poznań, Adam Bodnar.